# Brockway (Pennsylvanie)
Pour les articles homonymes, voir Brockway.
Brockway est un borough situé au nord-est du comté de Jefferson, en Pennsylvanie, aux États-Unis,. En 2010, il comptait une population de 2 072 habitants. Le borough est incorporé le 13 septembre 1883.

## Démographie
Lors du recensement de 2010, le borough comptait une population de 2 072 habitants. Elle est estimée, en 2019, à 1 909 habitants.

### Source de la traduction
- (en) Cet article est partiellement ou en totalité issu de l’article de Wikipédia en anglais intitulé « Brockway, Pennsylvania » (voir la liste des auteurs).